# Энтри-Кампуш (станция метро)
«Э́нтри-Ка́мпуш» (порт. Entre Campos — Между полями) — станция Лиссабонского метрополитена. Одна из первых одиннадцати станций метро в Лиссабоне. Находится в центральной части города. Расположена на  Жёлтой линии (Линии Подсолнечника) между станциями «Сидади-Университария» и «Кампу-Пекену». Открыта 29 декабря 1959 года. Название станции связано с расположением между двух «полей»: «Большим полем» — районом Кампу-Гранди и «Малым полем» — ареной «Кампу-Пекену».
С момента открытия и до 14 октября 1988 года являлась конечной станцией.

## Описание
Первоначальный вид станции был схож с остальными станциями первой очереди метрополитена. Архитектор — Фалькао и Кунья, художник — Мария Кейл. Из декораций на станции были использованы керамические плитки в жёлтых тонах.
В 1973 году была завершена реконструкция станции, направленная на удлинение пассажирских платформ до 105 метров, чтобы станция могла принимать 6-вагонные составы. Архитектор — Диниш Гомиш.
В 1993 году станция подверглась реконструкции. За художественное оформление был ответственен Бартоломеу Сид душ Сантуш, а за пешеходный переход к вокзалу Энтрекампуш — Жозе Санта-Барбара. Душ Сантуш был вдохновлён зданием Национальной библиотеки, размещённой вблизи станции. Для южного вестибюля он создал фреску «Каменная библиотека», показывающую эволюцию португальской литературы от средневековья до современности.
В дополнение к фреске Сид душ Сантуш создал несколько небольших декоративных элементов на платформах станции, которые посвятил двум своим любимым литературным произведениям: «Лузиады» (порт. Os Lusíadas) Луиша ди Камойнша на западной платформе и «Морская ода» (порт. Ode Marítima) Фернанду Песоа — на восточной.
Ещё одну работу Бартоломеу душ Сантуш посвятил Роберту Мазервеллу, выгравировав одну из его цитат:

Важно знать, что не бывает никакого национального искусства; быть просто французским или американским художником — ничего не значит. Не быть в состоянии выйти за пределы своей первоначальной художественной среды — означает остановиться на половине пути до того, как стать Человеком.
Оригинальный текст (порт.)Importa saber que não se pode falar numa arte nacional; ser simplesmente um artista americano ou francês não significa coisa alguma. Não ser capaz de sair do seu primeiro meio artístico, é meio caminho para nunca atingir o Humano.

## Галерея

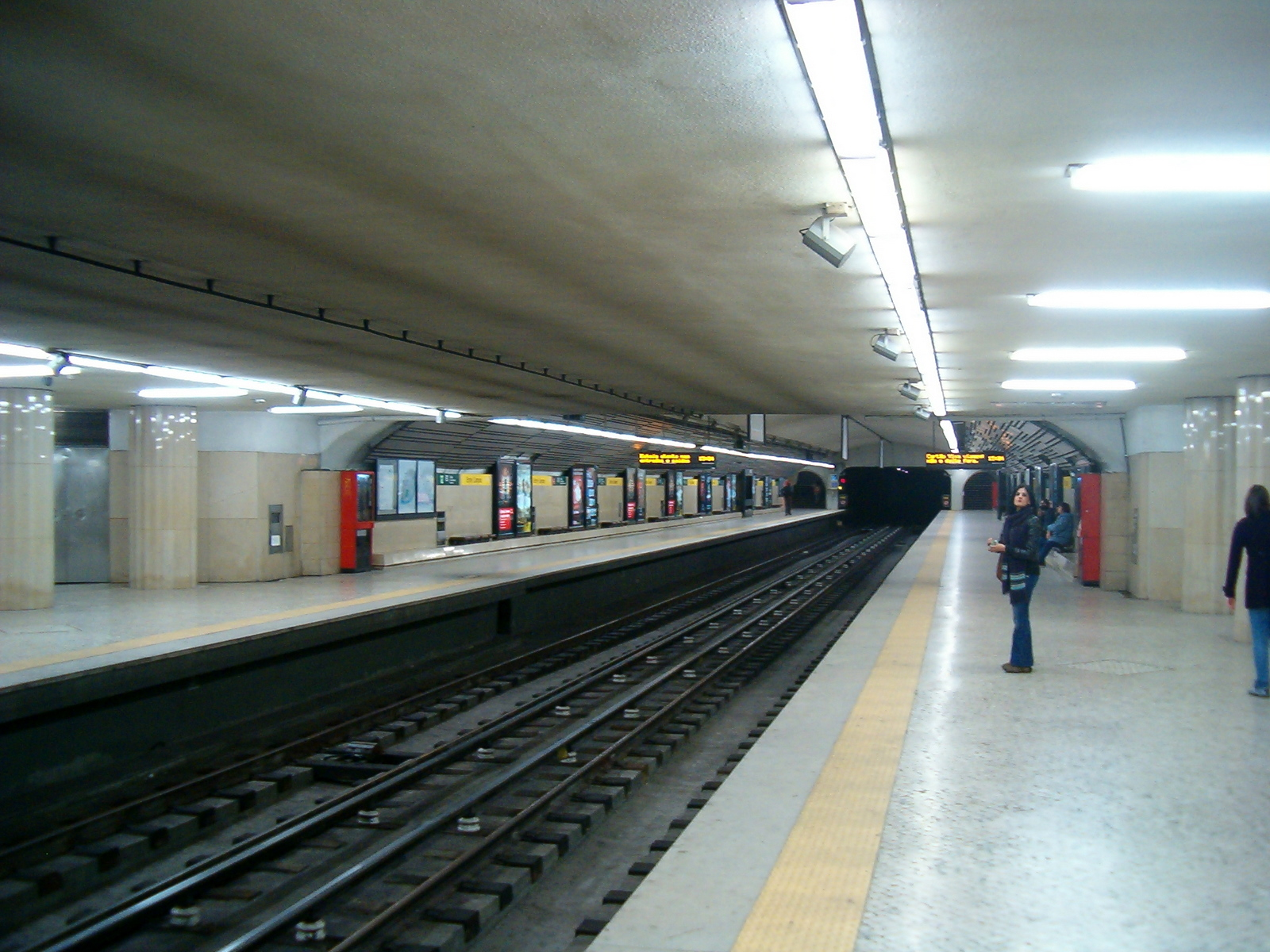
Главный зал станции
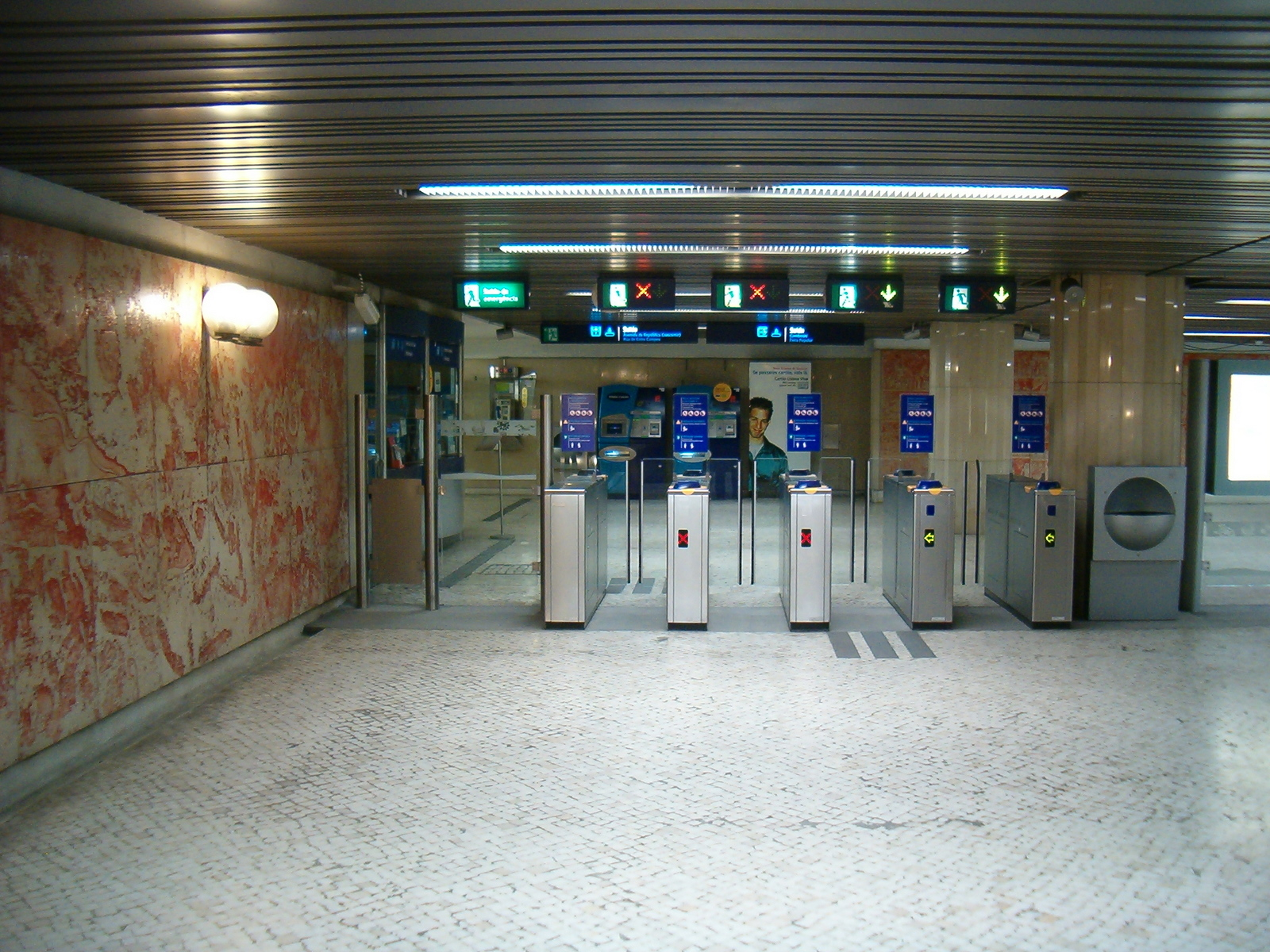
Пропускные турникеты
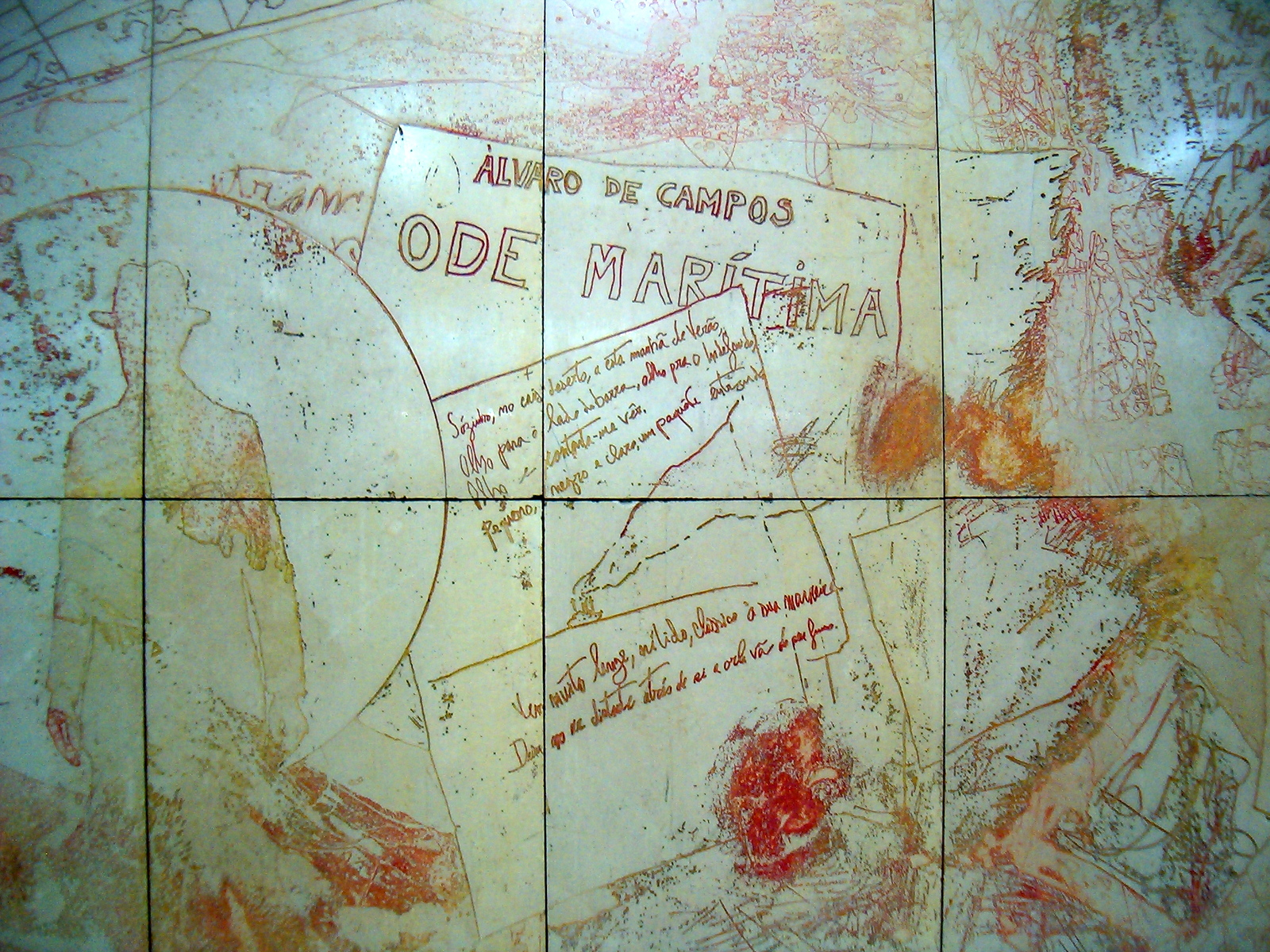
Декорация, посвящённая «Морской оде»
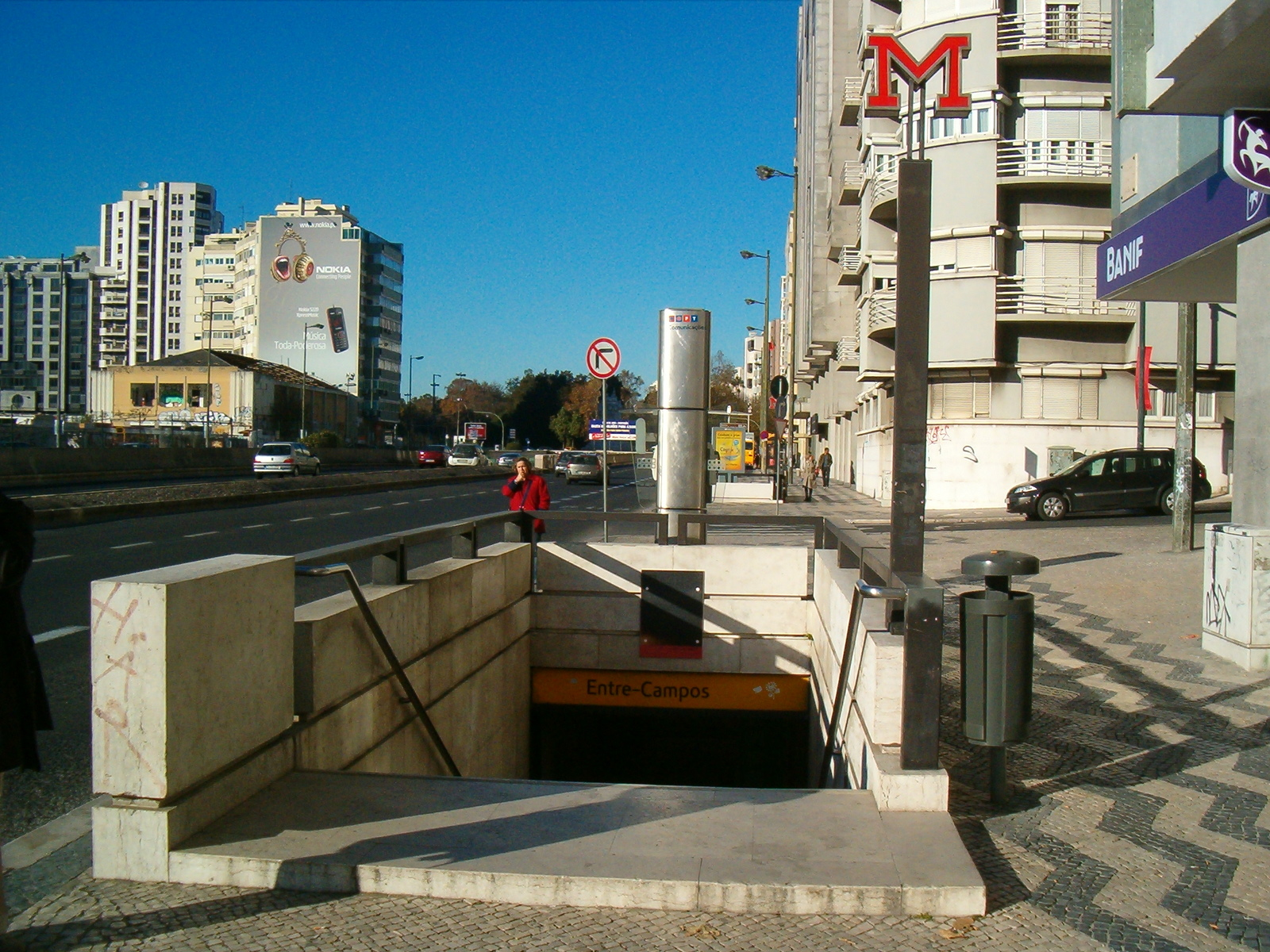
Вход с улицы
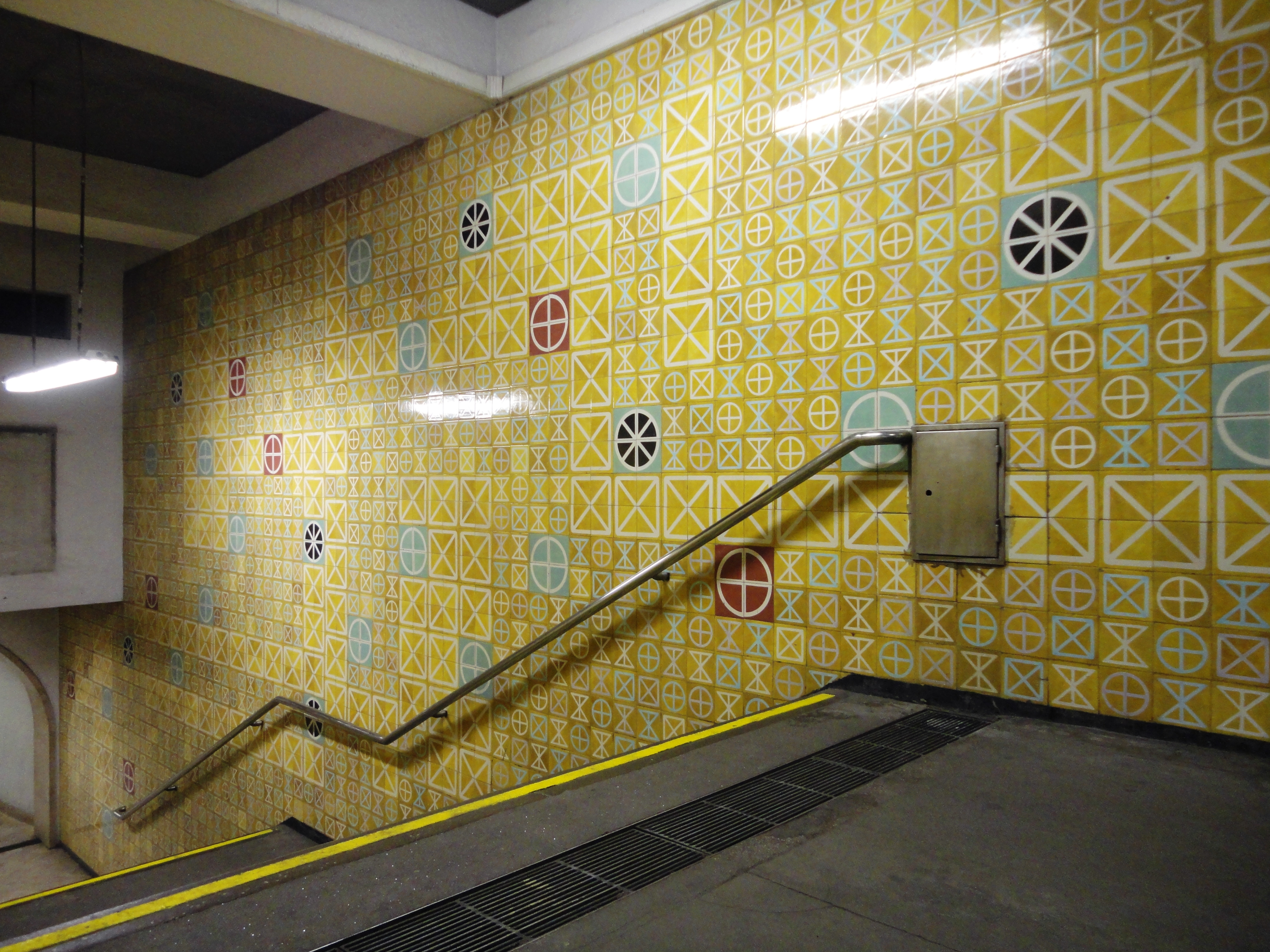
Декорация стен работы Марии Кейл
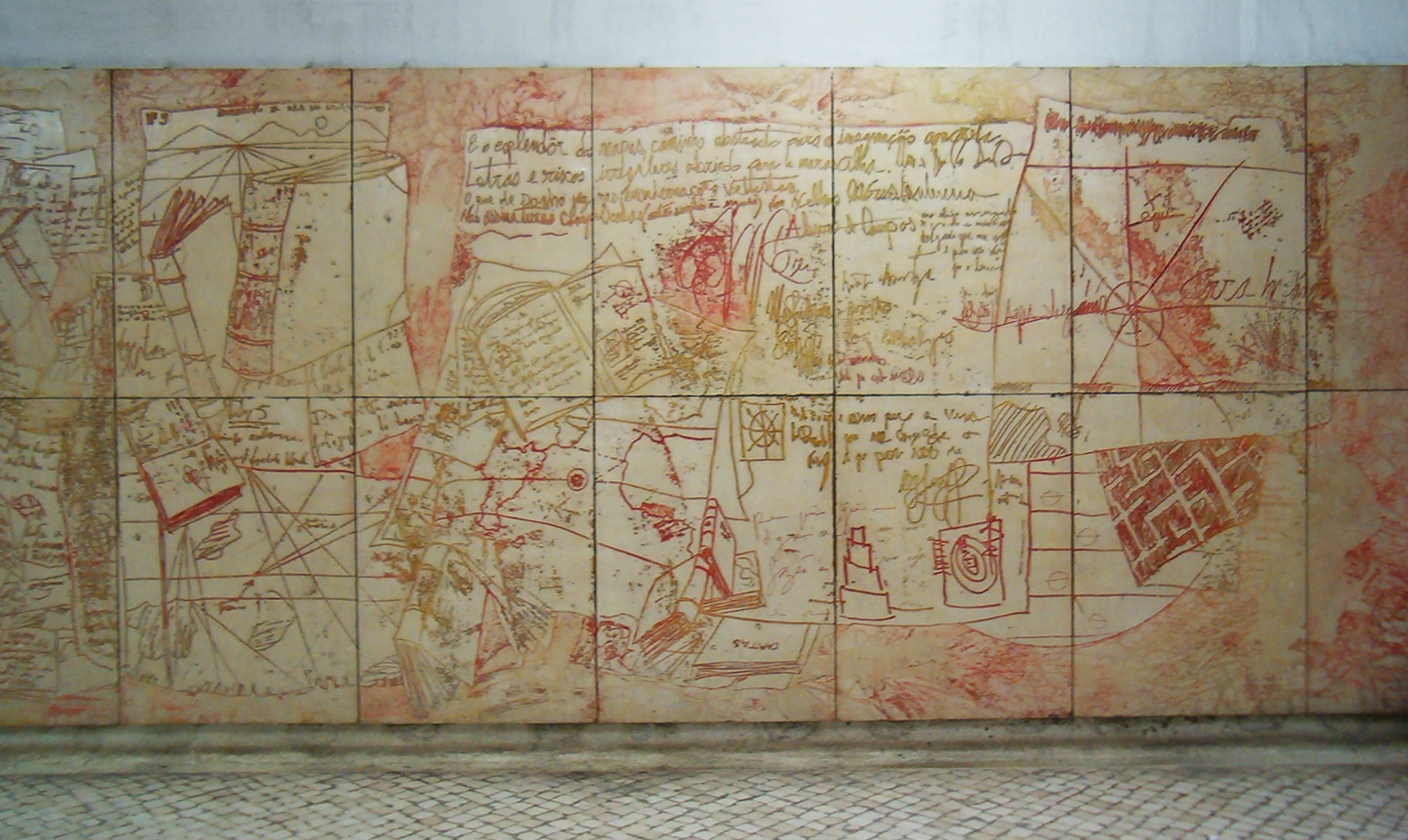
Декорация стен работы Бартоломеу душ Сантуша